# Добрик, Виктор Фёдорович
Ви́ктор Фёдорович До́брик (укр. Віктор Федорович Добрик; 2 декабря 1927, Владимировка, Криворожский округ — 2008) — советский украинский государственный и партийный деятель. Член ЦК КП Украины, кандидат в члены ЦК КПСС (1966—1971), член ЦК КПСС (1971—1989).

## Биография
Родился 2 декабря 1927 года в селе Владимировка Казанковского района Криворожского округа Украинской ССР (ныне в Владимирской сельской общине Баштанского района Николаевской области Украины), украинец. 
В 1950 году окончил Днепропетровский институт инженеров железнодорожного транспорта, работал мастером на железной дороге. В 1951—1957 годах служил в Советской армии. Член КПСС с 1954 года.
С 1957 года на партийной работе: заместитель секретаря, секретарь парткома строительства Днепродзержинской ГЭС, второй секретарь Днепродзержинского горкома КП Украины, председатель горисполкома, в 1963—1969 годах — первый секретарь Днепродзержинского горкома КП Украины.
С марта 1969 по ноябрь 1973 года — первый секретарь Ивано-Франковского областного комитета КПУ. Первый секретарь Львовского областного комитета КПУ с ноября 1973 по 20 марта 1987 года.
Был членом Военного совета Прикарпатского военного округа.
В период его руководства на базе Львовской области проводились общесоюзные мероприятия, например, Всесоюзное совещание по управлению качеством выпускаемой продукции. Активно способствовал заключению договоров и прямых связей не только с другими областями Украины и СССР, но и с ближайшими зарубежными соседями, в частности, с Венгрией.
Пользовался личным расположением Л. И. Брежнева.
В 1987—1991 годах — заместитель председателя внешнеторгового объединения «Союзвнешстройимпорт».
Кандидат в члены ЦК КПУ в марте 1966 — апреле 1969 года, член ЦК КПУ в 1969—1990 годах, кандидат в члены политбюро ЦК КПУ в феврале 1976 — марте 1987 года, депутат Верховного Совета УССР 6—7-го созывов. Депутат Совета Союза Верховного Совета СССР от Ивано-Франковской (8-й созыв, 1970—1974) и Львовской (9—11 созывы, 1974—1989) областей.

## Награды
- Дважды Орден Ленина (22.03.1966; 24.12.1976);
- орден Октябрьской Революции (25.08.1971);
- 2 ордена Трудового Красного Знамени (8.12.1973; 17.07.1986);
- орден Дружбы народов (31.03.1981);
- медаль «За трудовую доблесть» (15.06.1956);
- другие медали;
- Почётный гражданин Днепродзержинска (2002)[6].